# OTR-21 토치카

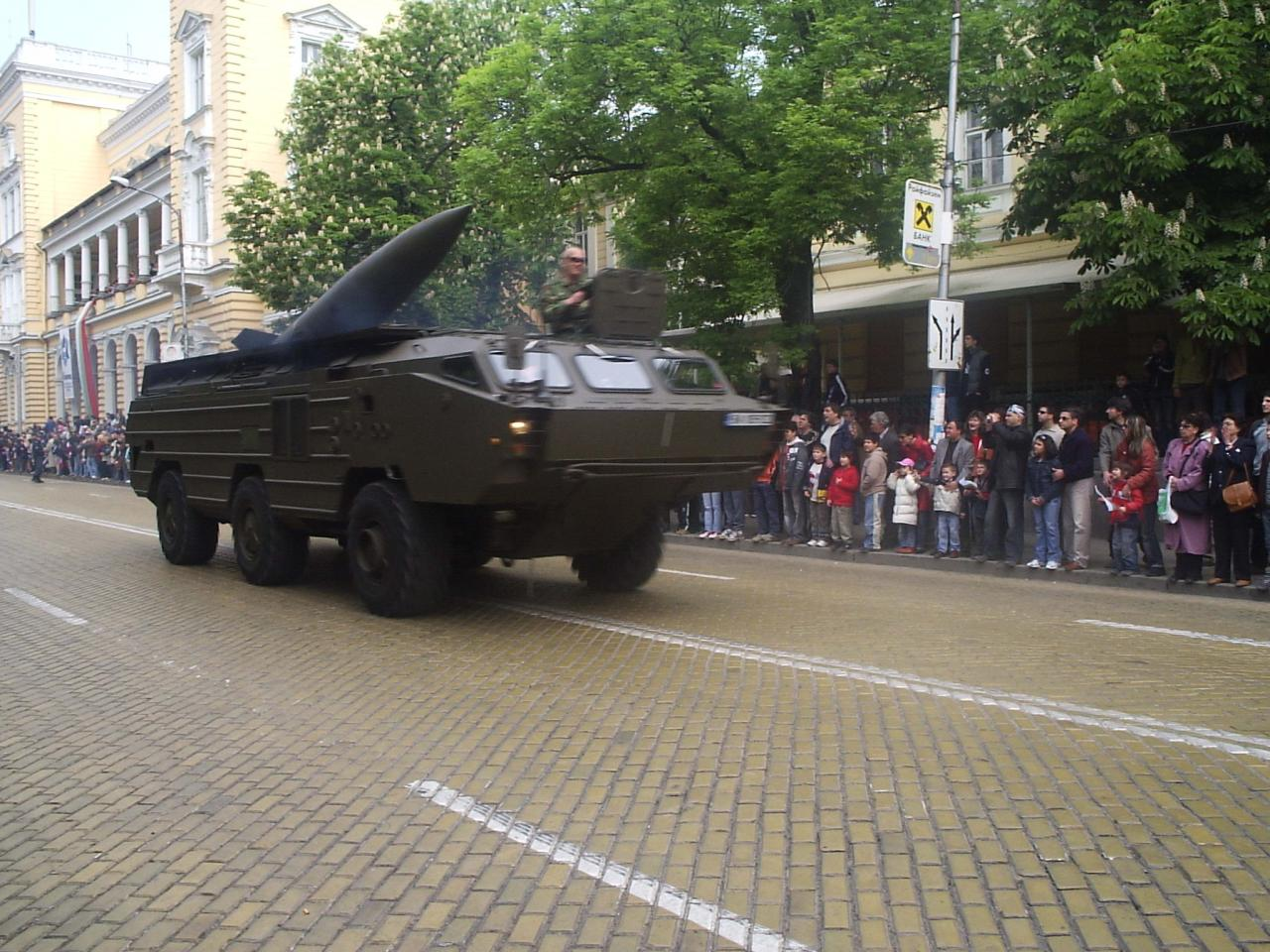
퍼레이드 중인 SS-21

OTR-21 토치카(러시아어: оперативно-тактический ракетный комплекс, 나토명 : SS-21 스캐럽)은 소비에트 연방의 단거리 지대지 미사일이다. 소련판 랜스 미사일이다. 9P129 발사 차량으로 운반되며, 초기 프로그 미사일을 대체할 목적으로 개발되었다. 2가지 버전이 개발된 것으로 알려졌으며 북대서양 조약 기구는 스캐럽A와 스캐럽B로 분류한다. 기본 사거리는 70km이지만, 향상된 추진체를 사용하면 120km까지 사거리를 늘릴 수 있다. 이 미사일은 1981년에 미국의 랜스 미사일의 유럽 배치에 대한 대응으로 동독에 배치되면서, 기존의 프로그 미사일을 대체했다. 북한은 2008년 군사 퍼레이드에서 북한판 랜스 미사일인 KN-02 미사일을 선보였다. 소련판 랜스 미사일인 SS-21을 개량한 것이다.

## 예멘 내전
2015년 9월 4일, 친이란 후티 반군은 수도 사나 동쪽으로 약 120 km 떨어진 사우디아라비아 동부 마리브주의 UAE군 주둔지 부근 무기저장고에 SS-21 미사일을 발사했다. UAE 정부군 45명 외에 사우디 군 10명, 바레인 군 5명 등이 사망했다. 1971년 UAE 연방이 출범한 이래 UAE군은 하루에 가장 많은 희생자를 냈다.
2015년 9월 22일, 예맨 정부군은 내전에 참전한 아랍에미리트(UAE) 군이 마리브 주 일대에서 예맨 후티 반군이 발사한 SS-21 미사일을 패트리어트(PAC-3)로 요격했다고 밝혔다.

## 운용국
현 운용국
- 조선민주주의인민공화국 - KN-02 미사일, KN-10 미사일
- 아르메니아 - 8대
- 아제르바이잔 - 3대
- 벨라루스 - 36대
- 불가리아 - 18대
- 카자흐스탄
- 러시아 - 220대, 2020년까지 SS-26으로 교체
- 우크라이나 - 90대
- 시리아
- 예멘

전 운용국
- 체코슬로바키아
- 체코
- 동독
- 독일
- 리투아니아
- 폴란드
- 슬로바키아
- 소련

## 제원
- 개발국: 소련

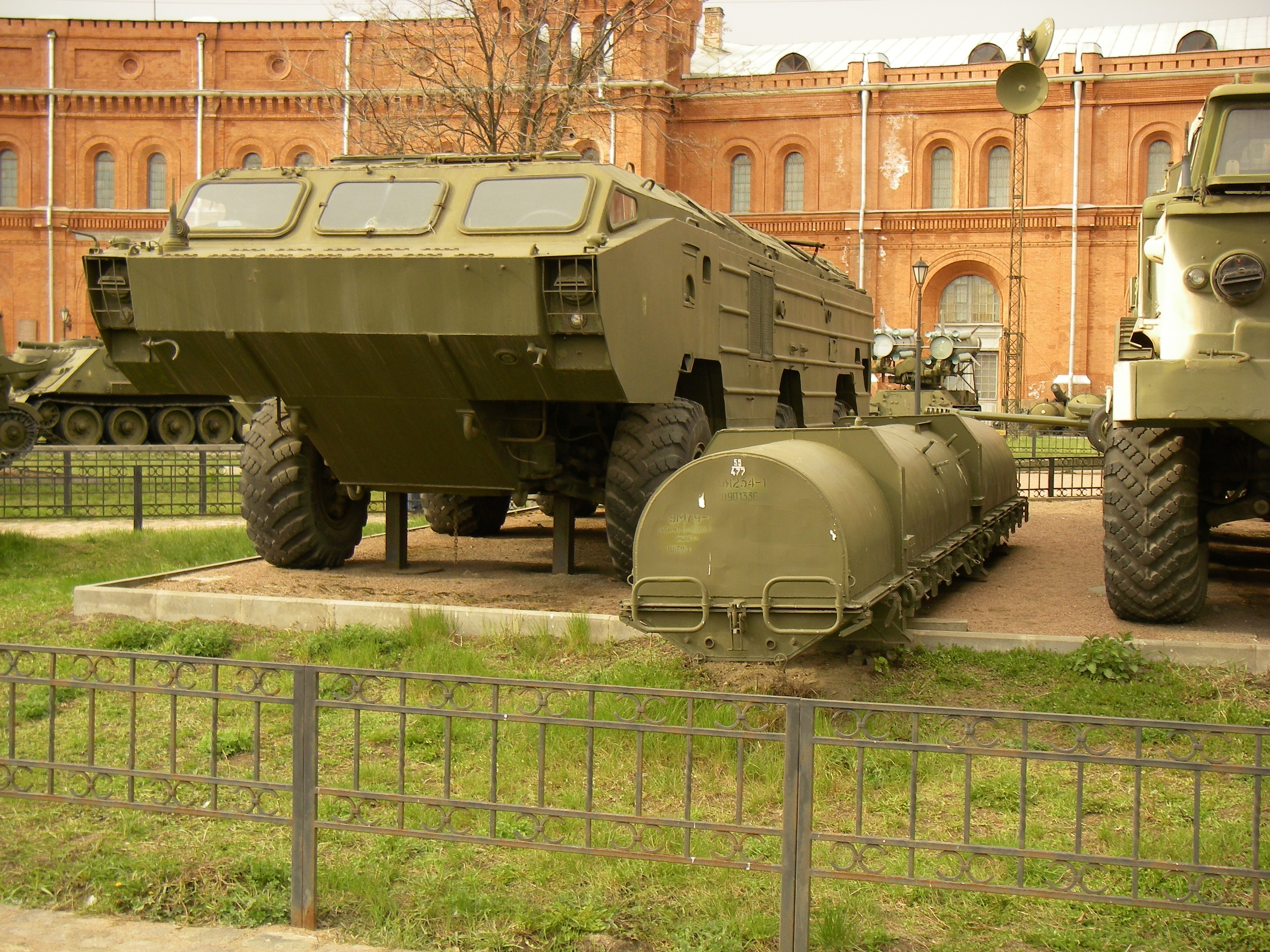
OTR-21 Tochka

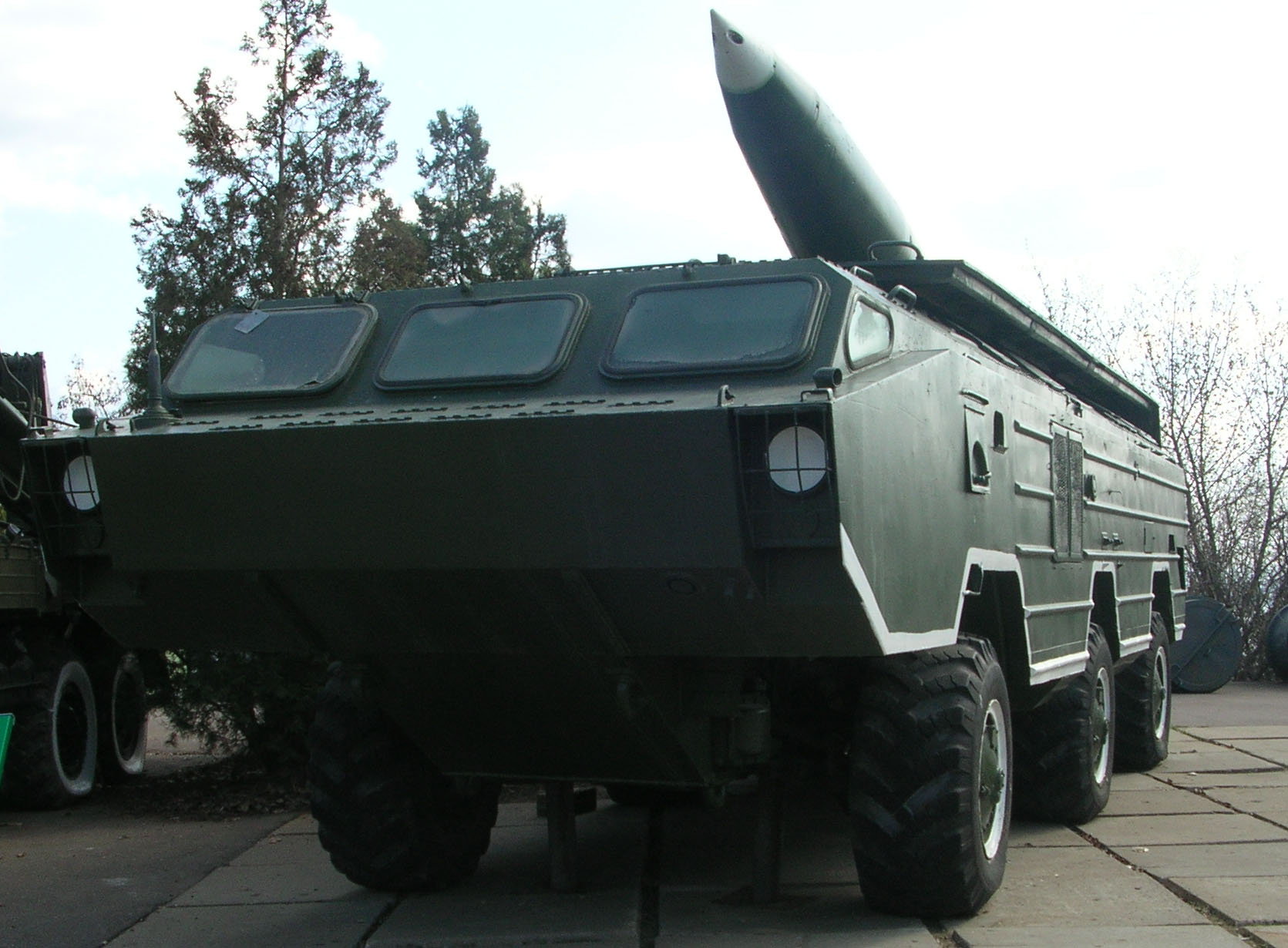
OTR-21 Tochka

- 탄두유형: 재래식탄두, 100킬로톤급 핵탄두, 화학탄두
- Scarab는 별명으로 풍뎅이라는 뜻임

- SS-21 A형
  - 개발년도: 1974년
  - 실전배치: 1976년
  - 생산중단: 1993년
  - 보유량: 총 1,200 기 (러시아, 2005년 기준)
    - 핵미사일: 310 기

  - 길이: 6.4 미터
  - 직경: 0.6 미터
  - 무게: 2,000 kg
  - 탄두무게: 482 kg
  - 사정거리: 70 ~ 120 km
  - 원형 공산 오차(CEP): 150 m
  - 기존의 프로그 미사일을 대체함.
  - 사용국가: 러시아, 벨로루시, 체코, 동독, 카자흐스탄, 폴란드, 시리아, 우크라이나

- SS-21 B형
  - 개발년도: 1986년
  - 수명연장: 1996년 15-25년으로 수명을 연장시켰다.
  - 실험발사: 1999년
  - 길이: 6.4 미터
  - 직경: 0.65 미터
  - 무게: 2,010 kg
  - 탄두무게: 482 kg
  - 항법: 관성항법장치(INS)와 GLONASS를 사용함.
  - 사정거리: 120 km
  - 원형 공산 오차(CEP): 95 m

## 같이 보기
- 랜스 미사일 - 1970년대를 풍미한 미국의 단거리 핵미사일. 유럽과 한반도에서 공산권을 크게 자극했다.
- SS-21 - 소련은 드디어 1981년에 소련판 랜스 미사일을 실전배치했다.
- 플루톤 미사일 - 프랑스판 랜스 미사일.
- KN-02 미사일 - 북한은 2006년 퍼레이드에서 북한판 랜스 미사일을 선보였다.
- 에이태킴스 미사일 - 랜스 미사일을 대체한 미국 육군의 단거리 탄도미사일.
- LORA - 이스라엘판 에이태킴스 미사일.
- 하데스 미사일 - 프랑스판 에이태킴스 미사일.